# Cima Leitosa
La Cima Leitosa (2.870 m s.l.m.) è una montagna delle Alpi di Lanzo e dell'Alta Moriana nelle Alpi Graie. 

## Descrizione
La montagna si trova in Piemonte nelle Valli di Lanzo nella linea di montagne che separa la Val d'Ala dalla Val Grande di Lanzo.
È costituita da tre vette: Occidentale (2.870 m), Centrale (2.833 m) ed Orientale (2.862 m)

## Accesso alla vetta
Dalla Val d'Ala o dalla Val Grande la Cima Orientale  risulta la più accessibile percorrendo il sentiero GTA in direzione del Colle del Trione e poi seguendo la linea della cresta Est-Sud-Est. Il tratto fuori sentiero presenta una difficoltà complessiva classificata tra EE e F. La Cima Centrale presenta sullo Spigolo Nord-Ovest un difficile itinerario di VIII grado realizzato da M.Blatto e R.Bensio il 13 e 14 settembre 2007, mentre la Cima Occidentale è la più complessa dal punto di vista orografico. Da poco prima del Passo dell'Ometto, sul versante della Val di Ala, è possibile raggiungere più a nord una depressione e seguire integralmente la Cresta Sud con difficoltà di IV grado. Dallo stesso versante è possibile seguire il sentiero EPT-232 del Passo dell'Ometto e poi per tracce portarsi alla base della parete. Da qui è possibile risalire fino alla cresta terminale imboccando uno degli innumerevoli canaloni erbosi. Sul versante del Vallone di Sea la Cima Occidentale di Leitosa è costituita di lunghe e ripidissime creste che nel primo decennio del Novecento furono teatro delle esplorazioni alpinistiche opera di Lorenzo Borelli, Pietro Girardi Agostino Visetti, poi negli anni '30 di Firmino Palozzi, Carlo Giolitto e Carlo Marchisio. Specialmente nel Terzo vallone di Leitosa, fu poi Gian Carlo Grassi negli anni ottanta a tracciare diversi itinerari sui satelliti e i gendarmi della Cresta Nord-Ovest. Infine, a cavallo degli anni '90 e nel primo decennio del nuovo millennio, fu Marco Blatto a risolvere il trittico degli speroni che disegnano la Parete Ovest.